# Anarsia
Anarsia is een geslacht van vlinders van de familie tastermotten (Gelechiidae).

## Soorten
- A. acaciae Walsingham, 1896
- A. acerata Meyrick, 1913
- A. acrotoma Meyrick, 1913
- A. achrasella Bradley, 1981
- A. agricola Walsingham, 1891
- A. albibasella Janse, 1963
- A. aleurodes Meyrick, 1922
- A. altercata Meyrick, 1918
- A. amalleuta Meyrick, 1913
- A. amegarta Meyrick, 1933
- A. anisodonta Diakonoff, 1954
- A. anthracaula Meyrick, 1929
- A. antisaris (Meyrick, 1913)
- A. arachniota Meyrick, 1925
- A. arsenopa Meyrick, 1920
- A. austerodes (Meyrick, 1918)
- A. balioneura Meyrick, 1921
- A. belutschistanella Amsel, 1959
- A. bilbainella (Rossler, 1877)
- A. bipinnata (Edward Meyrick, 1932)
- A. callicosma Janse, 1960
- A. carbonaria Meyrick, 1913
- A. citromita Meyrick, 1921
- A. citromitra Meyrick, 1921
- A. crassipalpella Legrand, 1966
- A. dejoannisi Real, 1994
- A. didymopa Meyrick, 1916
- A. dryinopa Lower, 1897
- A. eburnella Christoph, 1887
- A. eleagnella Kuznetsov, 1957
- A. ephippias Meyrick, 1908
- A. epiula Meyrick, 1904
- A. epotias Meyrick, 1916
- A. eriozona (Meyrick, 1921)
- A. euphorodes Meyrick, 1922
- A. eutacta Meyrick, 1921
- A. geminella Amsel, 1967
- A. gravata Meyrick, 1911
- A. guiera Bradley, 1969
- A. halimodendri Christoph, 1877
- A. hippocoma Meyrick, 1921
- A. idioptila Meyrick, 1916
- A. inculta Walsingham, 1891
- A. isogona Meyrick, 1913
- A. leberonella Real, 1994
- A. lechriosema Bradley, 1982
- A. leucophora Meyrick, 1904
- A. libanoticella Amsel, 1967

- A. lineatella

Perzikscheutboorder Zeller, 1839
- A. longipalpella Rebel, 1907
- A. luticostella Chrétien, 1915
- A. malagasyella Viette, 1968
- A. melanchropa Meyrick, 1926
- A. minutella (Turati, 1929)
- A. mitescens Meyrick, 1913
- A. molybdota Meyrick, 1904
- A. nigrimacula Janse, 1949
- A. nimbosa Meyrick, 1913
- A. nuristanella Amsel, 1967
- A. omoptila Meyrick, 1918
- A. patulella (Walker, 1864)
- A. pensilis Meyrick, 1913
- A. permissa Meyrick, 1926
- A. phortica Meyrick, 1913
- A. pinnata Meyrick, 1931
- A. pustulata Janse, 1949
- A. reciproca Meyrick, 1920
- A. retamella Chrétien, 1915
- A. sagittaria Meyrick, 1914
- A. sagmatica Meyrick, 1916
- A. sciograpta (Meyrick, 1921)
- A. sciotona Meyrick, 1927
- A. semnopa Meyrick, 1921
- A. sibirica Park & Ponomarenko, 1996
- A. spartiella

Bremscheutboorder (Schrank, 1802)
- A. spicata Meyrick, 1918
- A. sthenarota Meyrick, 1926
- A. stylota Meyrick, 1913
- A. subfulvescens Meyrick, 1918
- A. taurella Bradley, 1961
- A. tortuosella Amsel, 1967
- A. triaenota Meyrick, 1913
- A. tricornis Meyrick, 1913
- A. trichodeta Meyrick, 1904
- A. triglypta Meyrick, 1933
- A. ulmarata Bradley, 1961
- A. vectaria Meyrick, 1918
- A. veruta Meyrick, 1918
- A. vinsonella Viette, 1957